# Rjazan oblast
Rjazan oblast (ryska: Рязанская область, Rjazanskaja oblast) är ett oblast i västra Ryssland med en yta på 39 600 km² och cirka 1 150 000 invånare. Huvudort är Rjazan.